# Austronecydalopsis
Austronecydalopsis is een kevergeslacht uit de familie van de boktorren (Cerambycidae). De wetenschappelijke naam van het geslacht werd voor het eerst geldig gepubliceerd in 2007 door Barriga & Cepeda.

## Soorten
Austronecydalopsis omvat de volgende soorten:
- Austronecydalopsis curkovici Barriga & Cepeda, 2007
- Austronecydalopsis iridipennis (Fairmaire & Germain, 1864)